# Mezőkomárom
Mezőkomárom es un pueblo húngaro perteneciente al distrito de Enying, condado de Fejér.

## Superficie
Cuenta con una superficie de 35,39 km².

## Demografía
Hasta 2024 la población era de 715 habitantes, con una densidad de población de 20,20 hab/km².
| Gráfica de evolución demográfica de Mezőkomárom entre 2020 y 2024 |
|                                                                   |
| Datos según la Oficina Central de Estadística de Hungría.         |